# Finale de la Coupe des clubs champions européens 1966-1967
La finale de la Coupe des clubs champions européens 1966-1967 est la finale de la 12e édition de la Coupe des clubs champions européens.
Le Celtic Glasgow devient le premier club écossais et britannique à remporter la C1. Le club de Glasgow réalise un festival offensif avec 49 tirs au total dont 2 sur la barre, 15 cadrés, 17 déviés ou contrés, alors que les Italiens de l'Inter Milan ne bénéficient que d'un seul corner. Cette coupe des clubs champions s'ajoute à quatre autres titres glanés par le club écossais lors de cette saison 1966-1967 à savoir la coupe d'Écosse, la coupe de la ligue écossaise, le championnat d'Écosse, et la coupe de Glasgow. 
Tous les joueurs de cette formation écossaise sont nés à moins de 50 km du Celtic Park.
Après la finale, ils seront surnommés les lions de Lisbonne.
Le Celtic Glasgow est aussi considéré par certains comme le premier vainqueur surprise dans l'histoire de cette compétition.

## Parcours des finalistes
Note : dans les résultats ci-dessous, le score du finaliste est toujours donné en premier (D : domicile ; E : extérieur).
| Celtic Glasgow     | Celtic Glasgow | Celtic Glasgow | Celtic Glasgow |                     | Inter Milan    | Inter Milan | Inter Milan | Inter Milan | Inter Milan |
| ------------------ | -------------- | -------------- | -------------- | ------------------- | -------------- | ----------- | ----------- | ----------- | ----------- |
| Adversaire         | Total          | Aller          | Retour         | Tour                | Adversaire     | Total       | Aller       | Retour      | Appui       |
| FC Zurich          | 5 - 0          | 2 - 0 (D)      | 3 - 0 (E)      | Premier tour        | Torpedo Moscou | 1 - 0       | 1 - 0 (D)   | 0 - 0 (E)   |             |
| FC Nantes          | 6 - 2          | 3 - 1 (E)      | 3 - 1 (D)      | Huitièmes de finale | Vasas SC       | 4 - 1       | 2 - 1 (D)   | 2 - 0 (E)   |             |
| Vojvodina Novi Sad | 2 - 1          | 0 - 1 (E)      | 2 - 0 (D)      | Quarts de finale    | Real Madrid    | 3 - 0       | 1 - 0 (D)   | 2 - 0 (E)   |             |
| Dukla Prague       | 3 - 1          | 3 - 1 (D)      | 0 - 0 (E)      | Demi-finales        | CSKA Sofia     | 3 - 2       | 1 - 1 (D)   | 1 - 1 (E)   | 1 - 0       |

## Feuille de match
L'Inter Milan se présente à cette finale sans Luis Suarez et Jair, blessés. Il s'agit de la première édition de la Coupe des clubs champions à laquelle prend part le Celtic depuis sa création tandis que l'Inter a déjà remporté deux fois le titre, en 1964 et 1965.
La rencontre débute par dix premières minutes à l'avantage de l'Inter Milan qui ouvre la marque sur leur deuxième action offensive au terme d'un penalty accordé par l'arbitre Kurt Tschenscher à la suite d'une faute de John Clark sur Renato Cappellini, tir au but transformé par Sandro Mazzola à la 7e minute. À partir de la 10e minute, le Celtic domine clairement le match et occupe le camp intériste qui peine à sortir le ballon.
C'est en seconde période que les Écossais parviennent à recoller au score après 55 minutes de résistance italienne par l'intermédiaire de Tommy Gemmell d'un tir de 20 mètres trompant Giuliano Sarti, auteur d'une grande performance durant ce match et sauva à plusieurs reprises son club. Le Celtic continue son emprise sur la rencontre mais ce n'est pas qu'à la 84e minute qu'enfin il prend l'avantage au score 2-1 sur un tir à raz de terre de Stevie Chalmers. Le Celtic compte onze corners contre aucun durant cette rencontre à sens unique contrairement au reflet du score. Il est relevé qu'une frappe de Gremmel à la 47e minute semble avoir dépassé la ligne de but de Sarri sans que l'arbitre accorde le but, tout comme l'oubli d'un penalty sur un accrochage du gardien italien avec le milieu Jimmy Johnstone lui retenant son pied au moment d'armer sa frappe à la 79e minute.
Pour la première fois en onze ans, la Coupe d'Europe échappe à un club latin, le Celtic Glasgow devient le premier club britannique à s'emparer du trophée.
| 25 mai 1967 | Celtic Glasgow             | 2 – 1   | Inter Milan       | Estádio Nacional, Lisbonne                        |                                                   |
| 17:30 WEST  | Gemmell 63e · Chalmers 84e | (0 – 1) | 7e (pen.) Mazzola | Spectateurs : 45 000 Arbitrage : Kurt Tschenscher | Spectateurs : 45 000 Arbitrage : Kurt Tschenscher |
| 17:30 WEST  | Rapport                    |         |                   | Spectateurs : 45 000 Arbitrage : Kurt Tschenscher | Spectateurs : 45 000 Arbitrage : Kurt Tschenscher |

| Celtic | Inter Milan |

| G            | 1  | Ronnie Simpson  |
| DD           | 2  | Jim Craig       |
| DC           | 5  | Billy McNeill   |
| DC           | 6  | John Clark      |
| DG           | 3  | Tommy Gemmell   |
| MC           | 4  | Bobby Murdoch   |
| MC           | 10 | Bertie Auld     |
| MD           | 7  | Jimmy Johnstone |
| ATT          | 8  | Willie Wallace  |
| ATT          | 9  | Stevie Chalmers |
| MG           | 11 | Bobby Lennox    |
| Entraîneur : |    |                 |
| Jock Stein   |    |                 |

| G                 | 1  | Giuliano Sarti     |
| L                 | 6  | Armando Picchi     |
| DD                | 2  | Tarcisio Burgnich  |
| DC                | 5  | Aristide Guarneri  |
| DG                | 3  | Giacinto Facchetti |
| MC                | 4  | Gianfranco Bedin   |
| MC                | 10 | Mauro Bicicli      |
| MG                | 11 | Mario Corso        |
| MD                | 7  | Angelo Domenghini  |
| MC                | 8  | Sandro Mazzola     |
| ATT               | 9  | Renato Cappellini  |
| Entraîneur :      |    |                    |
| / Helenio Herrera |    |                    |

| Arbitres assistants : Rudibert Jacobi (Allemagne de l'Ouest) Rudolf Eisemann (Allemagne de l'Ouest) |